# Гаспар Діаш
Гаспар Діаш (1600 - 1671, Лісабон) — португальський живописець-маньєрист, активна діяльність якого припала на період з 1560 по 1591 роки.

## Біографія
За наказом короля Жуана ІІІ навчався в Римі під впливом Рафаеля та Мікеланджело. По поверненню на Батьківщину, він написав кілька картин олійними фарбами для Монастиря єронімітів. Картина Розп'ятого Господа в монастирі— точна копія з оригіналу Мікеланджело.
Діаш присвятив своє життя створенню картин церковної тематики.
Псевдонім 
Гаспар Діаш і Дона Паула — два вигадані персонажі в індійських історіях, пов'язаних з Гоа. Легенда говорить, що Паула була прекрасною принцесою, племінницею одного з португальських губернаторів.
Визнання
У квітні 2016 року його робота «Поява Ангела до Святого Роха» була обрана однією із десяти найважливіших мистецьких творів Португалії за проектом Europeana.